# Silence Followed By A Deafening Roar
Silence Followed By A Deafening Roar är ett musikalbum av Paul Gilbert från år 2008. Det är hans andra helt instrumentala och åttonde soloalbum.

## Låtlista
1. "Silence Followed By A Deafening Roar" - 3:48
2. "Eudaimonia Overure'" - 4:35
3. "The Rhino" - 2:46
4. "Norweigan Cowbell" - 4:06
5. "I Cannot Tell A Lie" - 3:50
6. "Bronx 1971" - 4:01
7. "Suite Modale" - 2:38
8. "The Gargoyle" - 4:35
9. "I Still Have That Other Girl" - 2:52
10. "Bultaco Saturno" - 4:13
11. "Paul Vs. Godzilla" - 4:52

## Medverkande
- Paul Gilbert - Guitar
- Mike Szuter - Bass
- Jeff Bowders - Drums
- Emi Gilbert - B3 and Piano